# كرو (منظمة مسيحية)
كرو (بالإنجليزية: Cru)‏ (المعروفة باسم الحرم الجامعي الصليبي من أجل المسيح حتى عام 2011) هي منظمة مسيحية إنجيلية. تأسست في عام 1951 في جامعة كاليفورنيا، لوس أنجلوس من قبل بيل برايت بوصفها مؤسسة خدمة دينية لطلاب الجامعات وفي أروقة السكن الجامعي. ومنذ ذلك الحين نمت منظمة كرو لتشمل خدمتها الدينية لجمهور المهنيين الكبار، والرياضيين، وطلاب المدارس الثانوية.
في عام 2011 كان لدى منظمة كرو 25,000 مبشر في 191 دولة. قامت منظمة كرو بنقل مقرها العالمي من سان بيرناردينو في كاليفورنيا إلى أورلاندو في فلوريدا في عام 1991. الرئيس الحالي للمنظمة هو ستيف دوغلاس.
في 2011، تغيرت اسم المنظمة من الحرم الجامعي الصليبي من أجل المسيح إلى منظمة لكرو، لتجنب دلالة سلبية لكلمة «صليبية» التي ترتبط مع الحملات الصليبية التاريخية (وخاصة للمجتمعات الإسلامية) وأن جزءًا كبيرًا من عمل المنظمة لم تعد تقتصر على الجامعات.

## مواقع خارجية
- الموقع الرسميّ